# Claire Holt

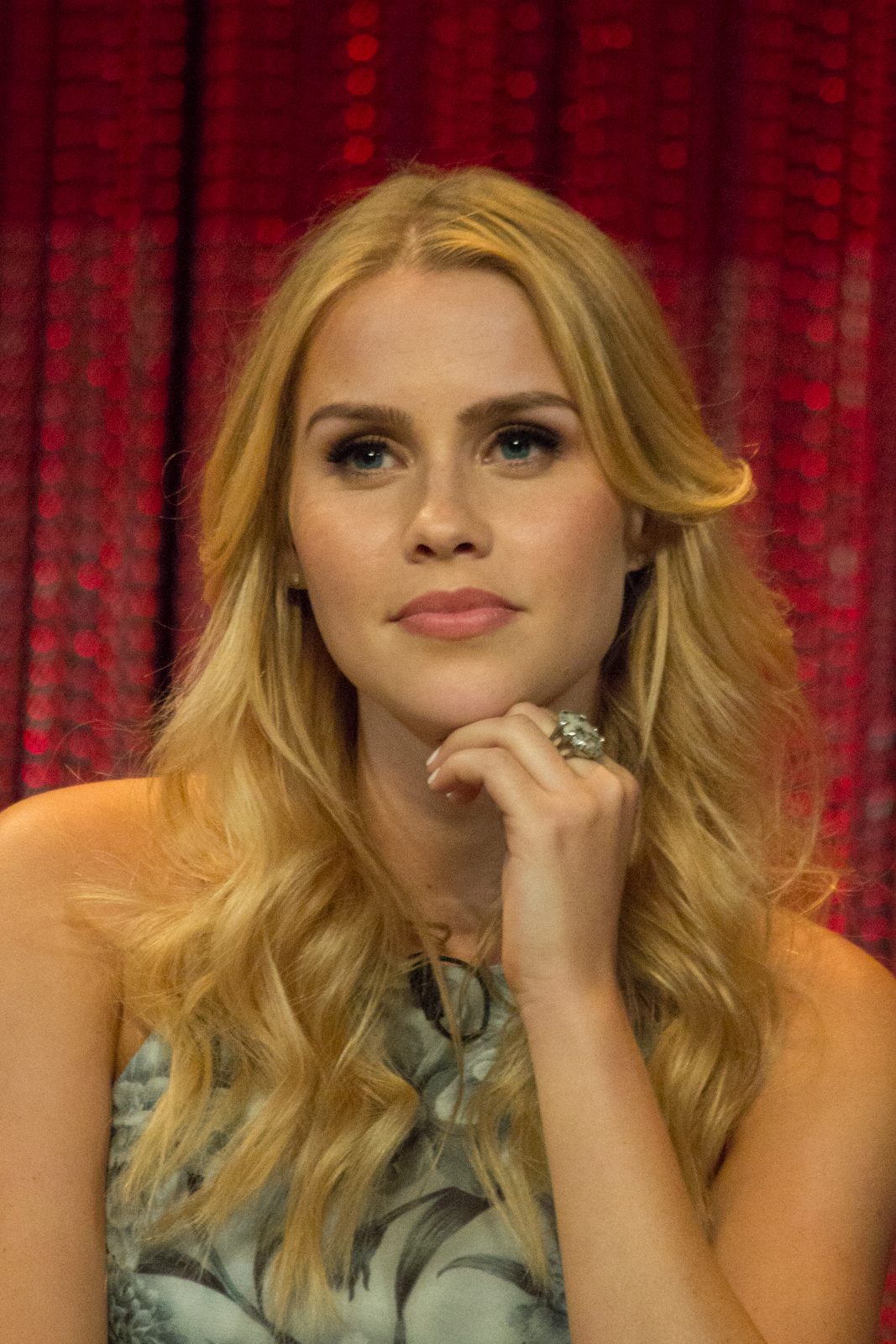
Claire Holt (2014)

Claire Rhiannon Holt (* 11. Juni 1988 in Brisbane, Queensland) ist eine australische Schauspielerin. Bekanntheit erlangte sie vor allem durch ihre Rollen in den Serien H2O – Plötzlich Meerjungfrau (2006–2008), Vampire Diaries (2011–2014) und dessen Spin-off The Originals (2013–2018).

## Leben und Karriere
Holt besuchte in ihrer Geburtsstadt im Stadtteil Toowong die Stuartholme High-School, wo sie am Schulchor und am Schauspielunterricht teilnahm. Zusätzlich nahm sie Privatstunden im Schauspiel. Ihre erste Rolle hatte Holt im Alter von 17 Jahren in der australischen Jugendserie H2O – Plötzlich Meerjungfrau, in der sie von 2006 bis 2008 als Emma Gilbert zu sehen war. Am 20. Oktober 2007 war sie zusammen mit ihren Co-Stars Phoebe Tonkin und Cariba Heine bei den britischen Nickelodeon Kids’ Choice Awards. Als der australische Sender Network Ten entschied, eine dritte Staffel von H2O zu produzieren, lehnte Holt ab, da sie sich neuen Herausforderungen stellen wollte. 2009 war sie in der Rolle als Lindsey Rollins in dem Prequel Messengers 2: The Scarecrow zum Kinofilm The Messengers aus dem Jahr 2007 zu sehen. Des Weiteren trat Holt in Werbespots für Dreamworld, Sizzler und Queensland Lifesaving auf.
2011 spielte sie neben Meaghan Jette Martin, Jennifer Stone, Maiara Walsh und Nicole Anderson die Rolle der Chastity Meyer in dem Fernsehfilm Girls Club 2 – Vorsicht bissig!. Des Weiteren war sie 2011 in einer Nebenrolle in der Mysteryserie Pretty Little Liars als Samara Cook zu sehen. Außerdem erhielt sie 2011 in der The-CW-Serie Vampire Diaries die Rolle der Urvampirin Rebekah Mikaelson, die sie ab 2013 auch in dessen Spin-off The Originals verkörperte. Holt verließ die Serie jedoch noch während der ersten Staffel, allerdings absolvierte sie des Öfteren noch Gastauftritte. Von 2015 bis 2016 verkörperte sie in der NBC-Serie Aquarius neben David Duchovny die Rolle der Charmain Tully.
Im Juli 2015 verlobte sie sich mit dem Fernsehproduzenten Matthew Kaplan nach etwas mehr als einem Jahr Beziehung. Die beiden heirateten Ende April 2016, die Scheidung folgte ein Jahr später. Seit August 2018 ist sie mit einem Immobilien-Manager verheiratet. Im März 2019 kam der gemeinsame Sohn auf die Welt. Im September 2020 folgte eine Tochter.

## Filmografie (Auswahl)
- 2006–2008: H2O – Plötzlich Meerjungfrau (H2O: Just Add Water, Fernsehserie, 52 Folgen)
- 2009: Messengers 2: The Scarecrow
- 2011: Girls Club 2 – Vorsicht bissig! (Mean Girls 2)
- 2011: Pretty Little Liars (Fernsehserie, 5 Folgen)
- 2011–2014: Vampire Diaries (The Vampire Diaries, Fernsehserie, 38 Folgen)
- 2012: Blue Like Jazz
- 2013–2018: The Originals (Fernsehserie, 37 Folgen)
- 2015–2016: Aquarius (Fernsehserie, 22 Folgen)
- 2016: 47 Meters Down
- 2019: The Divorce Party
- 2019: A Violent Separation
- 2021: Untitled Horror Movie
- 2021–2022: Legacies (Fernsehserie 2 Folgen)
- 2023: Based on a True Story (Fernsehserie, Folge 1x05 Ted Bundy Bottle Opener)
- 2023: Evergreen (Podcast-Serie, 9 Folgen)